# Cotignola
Cotignola (romanyol nyelven Cudgnôla) település Olaszországban, Emilia-Romagna régióban, Ravenna megyében. Lakosainak száma 7342 fő (2023. január 1.). Cotignola Bagnacavallo, Bagnara di Romagna, Faenza, Lugo és Solarolo községekkel határos.

## Népesség
A település lakossága az elmúlt években az alábbi módon változott:
| Lakosok száma | 7487 | 7479 | 7342 |
|               | 2017 | 2018 | 2023 |